# Куянівська сільська рада
Куя́нівська сільська́ ра́да — колишній орган місцевого самоврядування в Білопільському районі Сумської області. Адміністративний центр — село Куянівка.

## Загальні відомості
- Населення ради: 1 439 осіб (станом на 2001 рік)

## Населені пункти
Сільській раді підпорядковані населені пункти:
- с. Куянівка
- с. Йосипове
- с. Новопетрівка
- с. Павлівське
- с. Черванівка

## Історія
1994 року з облікових даних сільради виключено село Ващенки

## Склад ради
Рада складалася з 16 депутатів та голови.
- Голова ради: Павленко Олексій Миколайович
- Секретар ради: Пономаренко Катерина Олександрівна

### Керівний склад попередніх скликань
| Прізвище, ім'я, по батькові  | Основні відомості                                                                                  | Дата обрання | Дата звільнення |
| ---------------------------- | -------------------------------------------------------------------------------------------------- | ------------ | --------------- |
| Дурноп'ян Володимир Іванович | Сільський голова, 1970 року народження, безпартійний                                               | 26.03.2006   | 31.10.2010      |
| Павленко Олексій Миколайович | Сільський голова, 1985 року народження, освіта вища, член Всеукраїнського об'єднання «Батьківщина» | 31.10.2010   |                 |

Примітка: таблиця складена за даними сайту Верховної Ради України